# Halowe Mistrzostwa Świata w Lekkoatletyce 1993 – chód na 5000 m mężczyzn
Chód na 5000 m mężczyzn – jedna z konkurencji rozgrywanych podczas halowych mistrzostw świata w lekkoatletyce w 1993. Eliminacje odbyły się 13 marca, a finał został rozegrany 14 marca.
Do eliminacji zgłoszonych zostało 15 zawodników z 11 państw.
Zawody w tej konkurencji wygrał reprezentant Rosji Michaił Szczennikow. Drugą pozycję zajął zawodnik z Polski Robert Korzeniowski, trzecią zaś reprezentujący kraj triumfatora Michaił Orłow.

## Wyniki

### Eliminacje
Źródło: 
Bieg 1
| Miejsce | Zawodnik            | Państwo     | Wynik    | Uwagi |
| ------- | ------------------- | ----------- | -------- | ----- |
| 1.      | Robert Korzeniowski | Polska      | 18:56,07 |       |
| 2.      | Stefan Johansson    | Szwecja     | 18:58,95 |       |
| 3.      | Michaił Orłow       | Rosja       | 19:01,58 |       |
| 4.      | Ronald Weigel       | Niemcy      | 19:24,88 |       |
| 5.      | Sérgio Galdino      | Brazylia    | 19:28,87 | AR    |
| 6.      | Costică Bălan       | Rumunia     | 19:29,58 |       |
| 7.      | Roman Lobachev      | Azerbejdżan | 21:55,88 | NR    |
| –       | Roman Mrázek        | Słowacja    | DSQ      |       |

Bieg 2
| Miejsce | Zawodnik            | Państwo     | Wynik    | Uwagi |
| ------- | ------------------- | ----------- | -------- | ----- |
| 1.      | Tim Berrett         | Kanada      | 19:20,45 |       |
| 2.      | Franc Kostiukiewicz | Białoruś    | 19:21,24 |       |
| 3.      | Michaił Szczennikow | Rosja       | 19:21,35 |       |
| 4.      | Jean-Claude Corre   | Francja     | 19:23,38 |       |
| 5.      | Sergey Shildkret    | Azerbejdżan | 21:45,56 | NR    |
| –       | Miroslav Boško      | Słowacja    | DSQ      |       |
| –       | Ademar Kammler      | Brazylia    | DSQ      |       |

### Finał
Źródło: 
| Miejsce | Zawodnik            | Państwo  | Wynik    | Uwagi |
| ------- | ------------------- | -------- | -------- | ----- |
| 01 !    | Michaił Szczennikow | Rosja    | 18:32,10 |       |
| 02 !    | Robert Korzeniowski | Polska   | 18:35,91 |       |
| 03 !    | Michaił Orłow       | Rosja    | 18:43,48 |       |
| 4.      | Tim Berrett         | Kanada   | 18:53,02 |       |
| 5.      | Ronald Weigel       | Niemcy   | 19:02,73 |       |
| 6.      | Jean-Claude Corre   | Francja  | 19:10,72 |       |
| 7.      | Costică Bălan       | Rumunia  | 19:12,73 |       |
| 8.      | Stefan Johansson    | Szwecja  | 20:30,32 |       |
| –       | Sérgio Galdino      | Brazylia | DSQ      |       |
| –       | Franc Kostiukiewicz | Białoruś | DSQ      |       |